# Timoteo Lafai

a Compétitions nationales et continentales officielles uniquement.

b Matchs officiels uniquement.
Timoteo Lafai dit Tim Lafai, né le 27 mai 1991 à Savai'i, est un joueur de rugby à XIII international samoan évoluant au poste de centre dans les années 2010 et 2020.
Il commence sa carrière en National Rugby League au sein de Canterbury-Bankstown Bulldogs qui à deux reprises jouent la finale de la NRL en 2012 et 2015 que Lafai ne dispute pas. Après cinq saisons avec ces derniers, il rejoint St. George Illawarra pour cinq saisons avant de revenir à Canterbury-Bankstown  pour une ultime pige. Il a alors disputé 170 matchs de NRL et vit la saison 2021 dans l'anti-chambre de la NRL. En 2022, il rebondit en rejoignant le club anglais de Salford en Super League où il devient référence au poste de centre est nommé en équipe de rêve de la Super League en 2022.
En parallèle de sa carrière en club, Timoteo Lafai est régulièrement appelé en sélection des Samoa prenant part aux éditions de la Coupe du monde 2013 et 2017.
Sa sœur, Atasi Lafai, est une joueuse internationale australienne de rugby à XV.

## Palmarès
- Collectif : 
  - Finaliste de la Coupe du monde : 2021 (Samoa).
  - Finaliste de la National Rugby League : 2012 et 2015 (Canterbury-Bankstown).

- Individuel
  - Sélection en équipe de rêve de la Super League : 2022 (Salford)